# Pseudotorinia bullisi
Pseudotorinia bullisi is een slakkensoort uit de familie van de Architectonicidae. De wetenschappelijke naam van de soort is voor het eerst geldig gepubliceerd in 1985 door Bieler, Merrill & Boss.